# انریک گالگو
انریک گالگو (انگلیسی: Enric Gallego؛ زادهٔ ۱۲ سپتامبر ۱۹۸۶) بازیکن فوتبال اهل اسپانیا است.
از باشگاه‌هایی که در آن بازی کرده‌است می‌توان به باشگاه فوتبال اوئسکا و باشگاه فوتبال اکسترمادورا اشاره کرد.